# Ljubčo Georgievski
Ljubčo Georgievski (en macedonio: Љубчо Георгиевски; en búlgaro: Любчо Георгиевски) nacido el 17 de enero de 1966) es un político de Macedonia del Norte que se desempeñó como tercer primer ministro de la entonces República de Macedonia y es considerado uno de los pioneros de la independencia del país. Fundó la Organización Revolucionaria Interna de Macedonia - Partido Democrático para la Unidad Nacional Macedonia y fue el primer presidente del partido entre 1990 y 2003. Sin embargo, tras las acusaciones de ser pro búlgaro, Georgievski rompió con el partido que fundó y estableció el bulgarófilo VMRO-NP, y más tarde adquirió la ciudadanía búlgara.

## Vida
A los veinte años comenzó a difundir su política pro-macedonia, anti-Yugoslava y anticomunista entre los macedonios. Entró por primera vez en el Movimiento por la Acción de Todos los Macedonios y participó en la reunión de fundación del partido, donde afirmó que MAAK tiene que ser un movimiento para una confederación. En los círculos del partido se reunió con Boris Zmejkovski y Dragan Bogdanovski. Después de dejar el partido, tenía la intención de crear un nuevo movimiento político.
Dragan Bogdanovski, proclamado activista del movimiento por los derechos de Macedonia, había elaborado un plan para un Partido Democrático para la Unidad Nacional Macedonia. También había elaborado un estatuto, un libro de reglas y una instrucción de cómo iba a funcionar el partido. Georgievski junto con Bogdanovski, Zmejkovski y algunos otros activistas habían acordado formar un partido por la Macedonia independiente. La Organización Revolucionaria Interna de Macedonia - Partido Democrático para la Unidad Nacional Macedonia se fundó el 17 de junio de 1990 y fue el único partido político en la República Socialista de Macedonia que habló a favor de la independencia. En las primeras elecciones multipartidistas de 1990, Georgievski con su partido habína ganado el mayor número de escaños en la Asamblea de Macedonia. Al negarse a formar una coalición con los partidos de etnia albanesa, Georgievski no logró formar gobierno y un gobierno no partidista llegó al poder.
Georgievski estuvo activo durante el tiempo en que estuvo en la oposición. En 1998, Georgievski ganó las elecciones parlamentarias y se convirtió en Primer Ministro de Macedonia con un gobierno de coalición con el partido Alternativa Democrática y el Partido Democrático de los Albaneses. Dirigió la república durante la insurgencia macedonia en 2001 y luego firmó el Acuerdo de Ohrid. Durante este período, la oposición lo acusó de implementar políticas pro-búlgaras. Georgievski renunció a su partido en 2003 después de perder las elecciones de 2002. En los años recientes es el presidente de la Organización Revolucionaria Interna de Macedonia - Partido Popular.
Georgievski es el fundador del partido de derecha VMRO-DPMNE. Cuando comenzaron las guerras de sucesión yugoslava y la región se encaminaba hacia la independencia, Georgievski emergió como una de las voces de oposición más fuertes para desafiar la estructura gobernante comunista y logró obtener un fuerte apoyo público. Durante su tiempo en el gobierno (1998-2002), su coalición introdujo fuertes reformas dentro de la administración estatal, introdujo el sistema del IVA, inició la desnacionalización y adoptó la ley del sistema de pensiones. El Gobierno logró obtener muy buenos resultados financieros; las reservas de divisas casi se duplicaron y también se obtuvo un gran superávit presupuestario. En 2001, en Luxemburgo, Georgievski firmó el Acuerdo de estabilización y asociación respaldado por la UE.
Sin embargo, su agenda política fue cuestionada durante el breve conflicto iniciado por las guerrillas de etnia albanesa y las fuerzas armadas macedonias en 2001. El conflicto terminó con la firma del Acuerdo Marco de Ohrid, que prometía mayores derechos para la minoría albanesa. Georgievski fue acusado de implicación directa en el conflicto, hasta el punto de haberlo encendido, en beneficio personal. Poco después de perder las elecciones de 2002 ante el partido de oposición SDSM, siguieron acusaciones de corrupción, lo que rebajó considerablemente su perfil político.
Finalmente se separó del partido que una vez fundó, debido a la incompatibilidad ideológica con el que fuera ministro de Finanzas, Nikola Gruevski, y fundó VMRO-NP. A pesar de que los miembros del partido no se consideran búlgaros, declaran enérgicamente su bulgarofilia y critican las declaraciones oficiales sobre la historia de Macedonia emitidas por los políticos e historiadores del país.
En Macedonia del Norte, Georgievski tiene fama de ser un intelectual bulgarófilo. En 2006, Georgievski solicitó y obtuvo la ciudadanía búlgara, declarando ascendencia búlgara.

## Trabajo literario
En 1988, Georgievski se graduó de la Universidad Santos Cirilio y Metodio de Skopie, especializándose en literatura comparativa. Es autor de dos libros de poesía (Apocalipsis y Ciudad) y una colección de cuentos (Intervenciones directas con relatos breves en la estructura anatómica de la historia). A finales del verano de 2007, Georgievski publicó su libro "С лице към истината" ("Enfrentando la verdad") en Bulgaria. En él revela su actitud hacia la identidad macedonia y el pasado búlgaro en la República de Macedonia.
En el verano de 2012, Georgievski publicó su libro autobiográfico "Soy yo". Allí revela una serie de cosas nuevas de la historia desconocida del país, incluido el hecho de que junto con su homólogo serbio Zoran Đinđić, discutieron el intercambio de territorios entre Macedonia, Albania y Kosovo. El libro confirma que en 1999 fue convocado a la Casa Blanca, donde la ex secretaria de Estado estadounidense Madeleine Albright, solicitó permiso a las fuerzas terrestres de Macedonia de la OTAN para atacar a Serbia desde el territorio del país. Entre otras cosas, escribió que había pasado 15 minutos hablando con el expresidente serbio y yugoslavo Slobodan Milošević mientras visitaba al exministro del Interior macedonio Ljube Boškoski en la prisión de Scheveningen. Respecto a la actual situación político-estatal del país, Georgievski concluyó que hoy "los macedonios son los mayores falsificadores de la historia de los Balcanes". Según él, el desarrollo actual del VMRO-DPMNE es su fracaso personal. Georgievski afirma que hoy es un partido falso sin ideología.

## Biografía profesional y política
- 1990–2002 Presidente del VMRO-DPMNE
- 1991 Vicepresidente de Macedonia[9]
- 1992–1995 Representante en la Asamblea de la República de Macedonia
- 1995–1998 Consultoría en BS Consulting-Skopje
- 1998–2002 Primer Ministro de la República de Macedonia
- 2002–2007 Presidente del VMRO-NP
- 2012–actualidad Presidente del VMRO-NP